# ウォルター・ウェルマン

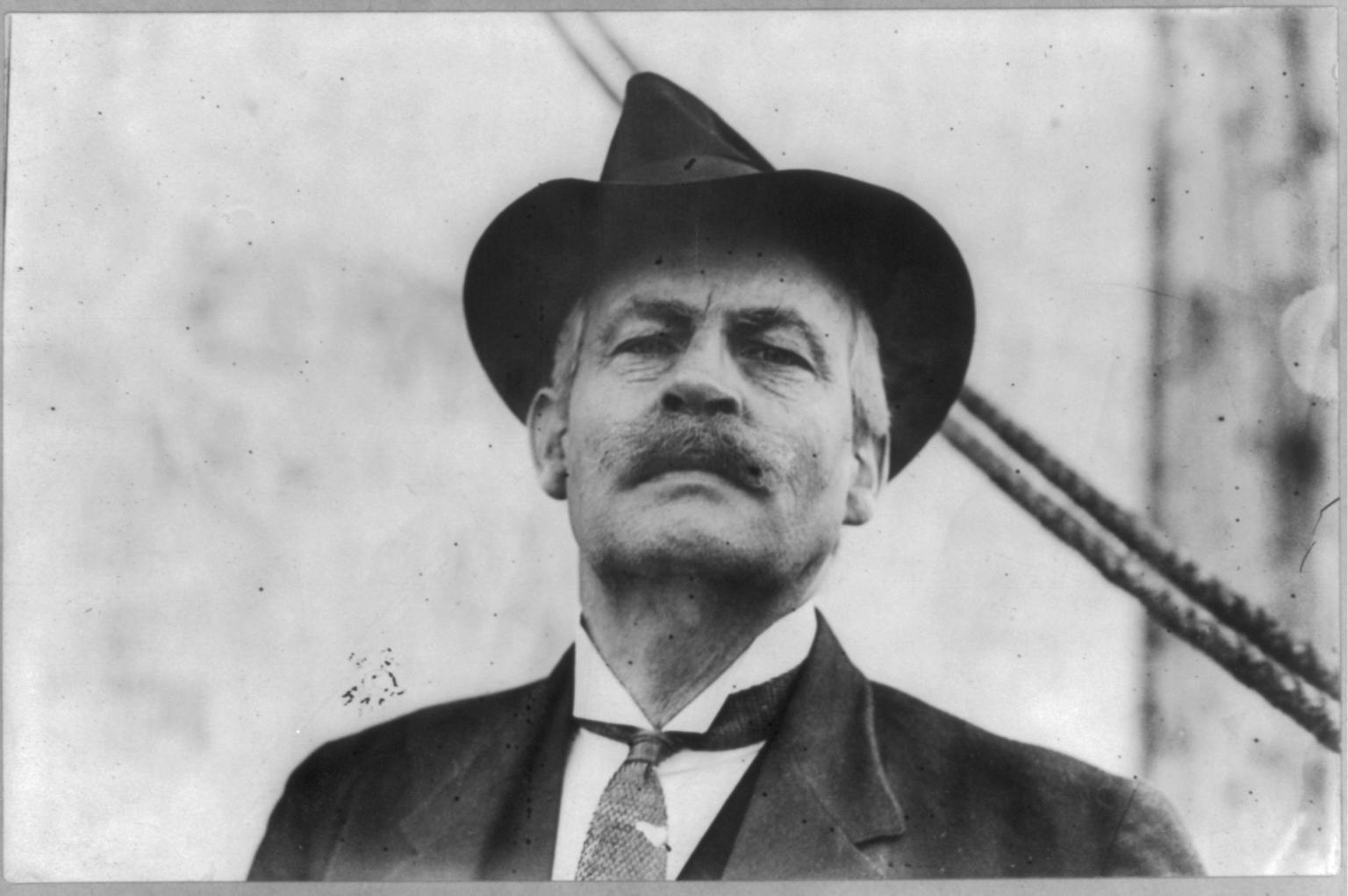
Walter Wellman

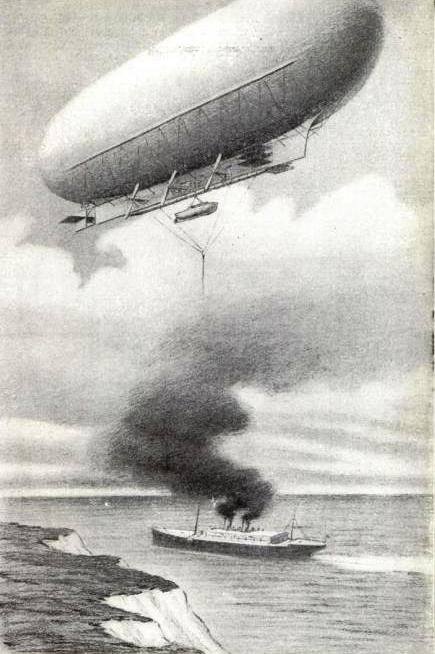
飛行船アクロン

ウォルター・ウェルマン（Walter Wellman、1858年11月3日 - 1934年1月31日) はアメリカ合衆国のジャーナリストである。飛行船による北極点飛行や、大西洋横断飛行に挑戦をした。
オハイオ州Mentorに生まれた。1672年にマサチューセッツ湾植民地に入植者したトーマス・ウェルマンの子孫で、父親は南北戦争に参加後、家族とともにネブラスカに入植した。14歳の時にネブラスカ州サットンで週刊の新聞の発行を始め、21歳の時オハイオ州に戻り、シンシナティ・イブニングポスト社を設立し、1884年にシカゴ・ヘラルド、シカゴ・レコード・ヘラルドのワシントンの特派員を務めた。
1894年に北緯81度のスヴァールバル諸島、1898年から1999年に北緯82度のフランツ・ヨーゼフ諸島の探検隊を率いた。
1905年12月31日、飛行船による北極点飛行計画を発表し、新聞社が250,000USドルの資金を提供した。パリで飛行船を購入し、1906年の夏、スヴァールバル諸島に探検の本部基地を設けた。北極点飛行は1907年と1910年に試みられたが、故障でスヴァールバル諸島から100km飛行したところで引き返した。
1910年の秋、さらに大型の飛行船アメリカを製作し、10月15日に大西洋横断を目指してアトランティック・シティを出発した。38時間の飛行後エンジン故障により、飛行船は漂流しバーミューダ付近でイギリスの郵便船に救助された。次の飛行船アクロンは翌年建造されたが試験飛行中に爆発し、乗り組んでいた5人の乗員が死亡した。
著書にThe Aerial Age a Thousand Miles By Airship Over the Atlantic Ocean（1911年）がある。